# 小阿七
小阿七（1996年9月4日—）是中國女歌手，本名陳悅，重庆市人。

## 生平
小阿七出生於重庆市。2018年，小阿七為了夢想從重慶到廣州，並在廣州新港東路的保利廣場等街頭演唱，其特色是在廣場上席地而坐演唱。
2019年9月，小阿七坐在廣州街頭紅著眼眶唱《那女孩對我說》的影片在網路上爆紅，感動了數百萬網友，不到一天這個影片播放量就超過了6000萬，一夜之間收獲百萬粉絲，更是一舉登上了「抖音熱門音樂排行榜」的榜首。

## 主要作品

### 單曲
| 年份           | 歌曲名稱           | 歌手   | 備註     |
| -------------- | ------------------ | ------ | -------- |
| 2019年8月17日  | 《浪》             | 小阿七 | 流行音樂 |
| 2019年12月13日 | 《簡要說明》       | 小阿七 | 流行音樂 |
| 2019年12月27日 | 《曾經的我們》     | 小阿七 | 流行音樂 |
| 2020年2月6日   | 《不再沉睡》       | 小阿七 | 流行音樂 |
| 2020年2月18日  | 《逆飛》           | 小阿七 | 流行音樂 |
| 2020年5月22日  | 《酒家》           | 小阿七 | 中國風   |
| 2020年5月26日  | 《沉溺》           | 小阿七 | 流行音樂 |
| 2021年7月23日  | 《字裡行間》       | 小阿七 | 流行音樂 |
| 2021年9月23日  | 《黑夜與白天》     | 小阿七 | 流行音樂 |
| 2021年11月18日 | 《五十年以後》     | 小阿七 | 流行音樂 |
| 2021年12月29日 | 《從前說》         | 小阿七 | 流行音樂 |
| 2022年4月15日  | 《領地》           | 小阿七 | 流行音樂 |
| 2022年5月12日  | 《無人認領》       | 小阿七 | 流行音樂 |
| 2022年9月16日  | 《長大成人》       | 小阿七 | 流行音樂 |
| 2022年10月18日 | 《和你路過婚紗店》 | 小阿七 | 流行音樂 |
| 2022年12月29日 | 《致最愛的人》     | 小阿七 | 流行音樂 |
| 2023年4月7日   | 《如果你是風》     | 小阿七 | 流行音樂 |
| 2023年10月30日 | 《她的名字》       | 小阿七 | 流行音樂 |
| 2023年12月20日 | 《歲月的目光》     | 小阿七 | 流行音樂 |
| 2024年5月29日  | 《偏偏晚婚》       | 小阿七 | 流行音樂 |
| 2024年6月21日  | 《攀山》           | 小阿七 | 流行音樂 |
| 2024年11月23日 | 《心頭刺》         | 小阿七 | 流行音樂 |
| 2025年3月4日   | 《敬這人間的風》   | 小阿七 | 流行音樂 |